# Lucid Dreams
Lucid Dreams是美國饒舌歌手Juice WRLD於2018年5月4日正式發行一首歌曲，在此之前曾於2017年6月在SoundCloud上釋出。歌曲由尼克·蜜拉製作，並登上公告牌百强单曲榜第74位，最高達到第2名。該歌曲在Spotify上的播放量超過26億次，是平台上播放量最多的歌曲之一。2022年2月，該歌曲被美國唱片業協會認證為鑽石唱片，並在美國銷售超過1000萬單位。截至2024年8月，該音樂影片在YouTube上的觀看次數已超過10億次。
與美國饒舌歌手Lil Uzi Vert合作的混音版於2018年錄製，但由於樣本授權問題，未正式發行。後來，這首混音版於2021年5月透過粉絲集資12,000美元購買，並由歌曲外洩者釋出。2021年5月28日，該混音版作為《Goodbye & Good Riddance》專輯三週年紀念版的一部分正式發行。

## 创作背景
在2018年6月接受Lyrical Lemonade的訪問時，Juice WRLD表示這首歌是他在面對感情問題時創作的“治療會議”。歌詞中，他描述了女孩與他分手的痛苦，並在其中一段歌詞中回應標題，表示自己常常做著關於她的清醒夢。
"Lucid Dreams"最初於2017年6月15日在SoundCloud上發佈，並與EP《JuiceWrld 9 9 9》一同釋出。該歌曲最終累積了250萬次播放，並於2018年5月4日正式作為單曲發行。
2018年11月，製作人尼克·蜜拉透露，史汀擁有"Lucid Dreams" 85%的版權，該曲包含了他1993年熱門歌曲《我心之形 》的插曲。

## 訴訟
2019年10月，已解散的流行龐克樂團YellowcardYellowcard成員起訴Juice WRLD，要求賠償1500萬美元，稱《Lucid Dreams》抄襲了他們2006年歌曲《Holly Wood Died》的旋律。在Juice WRL死亡後，樂團的律師表示樂團「非常同情Juice WRLD的去世，但也需要時間決定是否真的要繼續對他悲傷的母親提起訴訟」。

## 歌曲結構
《Lucid Dreams》的長度為四分鐘。歌曲使用4/4拍（常規拍子），並以F♯小調為調性。歌曲的節奏為每分鐘84拍（BPM）。